# Leptocoelotes pseudoluniformis
Leptocoelotes pseudoluniformis är en spindelart som först beskrevs av Zhang, Peng och Kim 1997.  Leptocoelotes pseudoluniformis ingår i släktet Leptocoelotes och familjen mörkerspindlar. Inga underarter finns listade i Catalogue of Life.